# Алькерзум
Алькерзум (нем. Alkersum) — община в Германии, в земле Шлезвиг-Гольштейн.
Входит в состав района Северная Фрисландия. Подчиняется управлению Фёр-Амрум. Население составляет 423 человека (на 31 декабря 2010 года). Занимает площадь 9,07 км².
Официальным языком в населённом пункте, помимо немецкого, является севернофризский.
Здесь расположен Музей искусств западного побережья.